# Windmühle Bavenhausen
Die Windmühle Bavenhausen ist eine Mühle auf dem Windberg im Ortsteil Bavenhausen der ostwestfälischen Gemeinde Kalletal im Kreis Lippe in Nordrhein-Westfalen. Die Mühle ist als Baudenkmal geschützt. Die Windmühle ist vom Landschaftsschutzgebiet Hanggrünland am Windberg umgeben.

## Beschreibung
Die Windmühle in Bavenhausen ist eine Mühle vom Typ Erdholländer, die aus Bruchsandsteinen der Umgebung erbaut wurde. Ursprünglich hatte die Mühle Jalousieflügel und war mit zwei Mahlgängen für Roggen ausgestattet, später wurde dann auch noch Graupen und Weizen gemahlen. Ab 1910 wurde als zusätzliche Antriebskraft ein Verbrennungsmotor eingebaut um auch bei Windstille mahlen zu können. In den 1920er Jahren wurde die drehbare Kappe der Mühle mit einer Windrose ausgestattet.

## Geschichte
Die Mühle wurde im Jahre 1853 vom Zimmermann Friedrich Wilhelm Freitag errichtet und danach von diesem als Müller betrieben. Über vier Generationen der Familie Freitag haben bis zur Stilllegung des Mahlbetriebes im Jahre 1948 in der Mühle gearbeitet. Mit der Betriebsstilllegung wurden auch die Flügel und die Windrose der Mühle abgebaut. 1954 kaufte die Gemeinde Bavenhausen das leerstehende Mühlengebäude und installierte im inneren einen Hochbehälter für die Wasserversorgung der Umgebung. Seit 1968 ist die nicht mehr funktionsfähige Mühle wieder mit Flügeln (Attrappen) ausgestattet, die durch private Spenden und öffentliche Mittel finanziert wurden. Im Rahmen der Gebietsreform von 1969 ging die Mühle in den Besitz der Gemeinde Kalletal über. 
2014 wurde die Windmühle umfangreich renoviert und von außen mit Holz verschindelt. Bei weiteren Sanierungsarbeiten wurde 2023 die Turmhaube nach ursprünglichem Vorbild restauriert sowie ein neues Flügelkreuz angebracht.